# Xaphan: Book of Angels Volume 9
Xaphan: Book of Angels Volume 9 es un álbum con composiciones de John Zorn interpretado por la banda Secret Chiefs 3. Es el noveno álbum del segundo libro Masada, "The Book of Angels". Es el quinto álbum de estudio  de Secret Chiefs 3. Como con los otros volúmenes de la serie Book of Angels, los títulos de las canciones son personajes de la mitología judía y cristiana. El título del álbum, Xaphan se refiere a uno de los ángeles caídos que se rebeló con Satanás y prendió fuego al Cielo.

## Lista de pistas
Todas las piezas fueron compuestas por John Zorn: 

Todas las canciones escritas y compuestas por John Zorn. 
| N.º | Título           | Duración |  |
| 1.  | «Sheburiel»      | 5:43     |  |
| 2.  | «Akramachamarei» | 5:46     |  |
| 3.  | «Shoel»          | 6:19     |  |
| 4.  | «Barakiel»       | 5:49     |  |
| 5.  | «Bezriel»        | 4:36     |  |
| 6.  | «Kemuel»         | 4:23     |  |
| 7.  | «Labbiel»        | 4:22     |  |
| 8.  | «Asron»          | 3:32     |  |
| 9.  | «Balberith»      | 6:31     |  |
| 10. | «Omael»          | 4:01     |  |
| 11. | «Hamaya»         | 4:20     |  |

## Integrantes / Intérpretes
- Trey Spruance — guitarra (guitarra barítono, guitarra eléctrica, bajo eléctrico), piano, órgano, percusiones, , autoarpa, sintetizador, producción, grabación, mezcla
- Anonymous 13 —  voz, viola
- Chippy (Heung-Heung Chin) — diseño
- Rich Doucette — sarangi
- Timb Harris — violín, trompeta
- Scott Hull — máster de audio
- Shahzad Ismaily — bajo eléctrico
- Jai Young Kim — Órgano Hammond
- Justin Phelps — mezcla
- Jason Schimmel — guitarra, grabación
- Monica Schley — arpa
- Ches Smith — batería, congas
- Tim Smolens — violonchelo, contrabajo, grabación
- Kazunori Sugiyama — productor asociado
- Adam Stacey — clavinet
- Arun Venkatesh — grabación
- Alex Eddings — Ingeniero asistente
- John Zorn — productor ejecutivo[2]